# GICER
Il GICER (Gruppo Interforze Centrale per l'Emergenza e Ricostruzione) è stato un reparto interforze, costituito dalle forze di polizia italiane.
Istituito dal decreto-legge 28 aprile 2009 durante il governo Berlusconi IV, la sede fa capo alla Direzione Centrale di Polizia Criminale costituito da appartenenti alla Polizia di Stato, all'Arma dei Carabinieri, alla Guardia di Finanza e alla Direzione Investigativa Antimafia.
Il compito del GICER è quello di prevenire le infiltrazioni della criminalità organizzata negli interventi per la ricostruzione della città dell'Aquila e dei comuni colpiti dal terremoto dell'Aquila del 2009 verificatosi la notte del 6 aprile.

È stata prevista la soppressione con l'art.1 della legge n. 205/2017. Nel 2020 i vari nuclei speciali interforze sono stati unificati nel Gruppo interforze centrale.